# Szczeglino
Szczeglino (deutsch Steglin) ist ein Dorf in der polnischen Woiwodschaft Westpommern. Es gehört zur Stadt-und-Land-Gemeinde Sianów (Zanow) im Kreis Koszalin (Köslin).

## Geographische Lage
Szczeglino liegt an der Woiwodschaftsstraße 206 Koszalin (Köslin) – Polanów (Pollnow) – Miastko (Rummelsburg), 16 Kilometer östlich der Kreisstadt Koszalin und 12 Kilometer südöstlich von Sianów (Zanow), dem Zentrum der Stadt- und Landgemeinde, dessen Ortsteil Szczeglino ist. Die nächste Bahnstation ist das 14 Kilometer entfernte Skibno (Schübben-Zanow) an der Bahnstrecke Stargard Szczeciński–Gdańsk. Bis 1945 bestand über die Station Kösternitz (heute polnisch: Kościernica) Anschluss an die Kleinbahnstrecke Köslin – Pollnow der Köslin-Belgarder- bzw. Schlawer Bahnen.
Nachbardörfer von Szczeglino sind: im Nordwesten Maszkowo (Maskow), Węgorzewo Koszalinskie (Vangerow) und Karnieszewice (Karnkewitz), im Osten Ratajki (Ratteick), Kościernica (Kösternitz) und Mokre, und im Süden Wyszebórz (Wisbuhr).
Die Gemarkung Szczeglino bildet ein welliges Hügelland in Hinterpommern, das in westöstlicher Richtung von etwa 40 Meter auf über 75 Meter über NN. ansteigt. Das Dorf liegt in der Mulde eines kleinen Baches, der sein Wasser nach Westen zur Unieść (Nestbach), die später in den Jezioro Jamno (Jamunder See) mündet, hin entwässert.

## Ortsname
Die Bezeichnung „Szczeglino“/„Steglin“ ist wohl slawischer Herkunft und kann vom Wort für „Stieglitz“ (polnisch: szczygieł) abgeleitet werden. Ein ähnlicher Ortsname kommt im Powiat Gryfiński (Landkreis Greifenhagen) vor: Steklno (Stecklin).

## Das doppelte Steglin
Bis 1945 war das Bauern- und Kirchdorf Steglin das einzige in der Provinz Pommern, das eine Verwaltungsgrenze teilte. Seine Feldmark wurde von der Grenze der Kreise Köslin und Schlawe derart durchschnitten, dass daraus zwei Gemarkungen entstanden. In dem einheitlich und geschlossen angelegten Ort sprang die Kreisgrenze mehrfach über die Dorfstraße hinweg, sodass Steglin in zwei Gemeinden geteilt war: in Steglin, Kreis Köslin und Steglin, Kreis Schlawe. Erst nach 1945 wurde der nun Szczeglino genannte Ort in eine Gemeinde im Powiat Koszaliński (Köslin) zusammengeführt.

### Steglin, Kreis Köslin
Der in den Kreis Köslin einbezogene Teil von Steglin war mit Mocker (heute polnisch: Mokre) und Vangerow (Węgorzewo Koszalińskie) in den Amtsbezirk Wisbuhr (Wyszebórz) im Landkreis Köslin im Regierungsbezirk Köslin der preußischen Provinz Pommern integriert. Zur Gemeinde gehörten die Ortschaften Hübkenhaide, Pollnowskaten, Kreis Köslin (anteilig, 1905 = 66 Einwohner) und Raupenkrug.
Im Jahre 1818 betrug die Einwohnerzahl 110, die 1864 auf 310 anstieg, 1895 bei 301 lag und 1939 noch 235 betrug. Hier waren vorhanden: 1 Gastwirtschaft, 2 Bäcker, 3 Maurer, 1 Schneider, 2 Schuhmacher, 4 Zimmerer, 1 Dachdecker und 1 Mechaniker.

### Steglin, Kreis Schlawe
Der zum Kreis Schlawe gehörende Teil von Steglin war mit Zirchow (heute polnisch: Sierakowo Sławieńskie) und Ratteick (Ratajki) zum Amtsbezirk Ratteick im Landkreis Schlawe i. Pom. im Regierungsbezirk Köslin der preußischen Provinz Pommern vereinigt. Zur Gemeinde gehörten die Ortschaften Neu Steglin (Szczeglino Nowe), Pollnowskaten, Kreis Schlawe (anteilig, 1905 = 11 Einwohner) und Teufelslustgarten.
Im Jahre 1818 lebten hier 58 Menschen. Die Einwohnerzahl stieg 1864 auf 197, betrug 1895 bereits 313 und sank bis 1939 auf 274. Es gab hier: 1 Fuhrgeschäft, 2 Kaufleute, 1 Bäcker, 1 Fleischer, 1 Gatterschneider, 2 Maurer, 2 Schmiede, 2 Schneider, 1 Schuhmacher, 2 Tischler und 1 Zimmerer.

## Geschichte
Aus früher Zeit ist über Steglin wenig überliefert. Die westliche Gemeindegrenze war noch im 16. Jahrhundert gleichzeitig Grenze zwischen dem Camminer Stiftsbezirk und dem übrigen Pommern.
Im Jahre 1628 ist der Ort im Besitz der Familie von Glasenapp, 1666 ist er in zwei Teile aufgeteilt, die General Bogislaw von Schwerin und Bogislaw von Below gehören. Diese Teilung wurde in der Folgezeit beibehalten und noch vertieft, als 1724 bei der Festlegung der Kreiseinteilung in Pommern durch Friedrich Wilhelm I. beide Dorfhälften zu verschiedenen Kreisen gelegt wurden. Diese „Kommunionen“ (wie zwei zu verschiedenen Kreisen gehörende Dörfer hießen) wurden in Pommern 1815 sämtlich aufgehoben – nur nicht in Steglin!
Die Familie von Below blieb im Besitz des Schlawer Teils von Steglin. 1752 wurde er erblich dem Hauptmann Martin Ludwig von Eichmann verkauft und wurde 1753 freies Eigentum. 1804 gehörte der Schlawer Teil zusammen mit Kösternitz (heute polnisch: Kościernica) der Witwe von Drosedow, 1857 kaufte Collasius das Gut. Dieser Dorfteil wurde in der Mitte des 19. Jahrhunderts in eine Landgemeinde und in einen Gutsbezirk aufgeteilt. Aus der Landgemeinde wurde 1880 Neu Steglin (Szceglino Nowe) als eigene Landgemeinde abgetrennt, kam aber um 1900 zusammen mit dem Gutsbezirk wieder zurück an die Landgemeinde Steglin, Kreis Schlawe.
Der Kösliner Teil von Steglin gehörte 1784 dem Magistrat der Stadt Köslin (Koszalin). Hauptmann Julius von Schwerin hatte seinen Besitz 1719 der Stadt Köslin vermacht. Bis 1945 bestand dieser Dorfteil als eigene Landgemeinde Steglin, Kreis Köslin.

## Kirche

### Evangelische Kirche
Vor 1945 waren die Einwohner von Steglin überwiegend evangelischer Konfession. Das Dorf bildete eine selbständige Kirchengemeinde, die jedoch Filialgemeinde von Wisbuhr (heute polnisch: Wyszebórz) war. Das Kirchspiel Wisbuhr, in das neben dem Pfarrort auch Eckerndaus (Policko), Hoheneichen (Dęborogi), Maskow  (Maszkowo) und Lüptow (Lubiatowo, heute Stadtteil von Koszalin) integriert waren, gehörte zum Kirchenkreis Köslin in der Kirchenprovinz Pommern der Kirche der Altpreußischen Union.
Das Kirchenpatronat übte für Steglin der Magistrat der Stadt Köslin aus. Letzter deutscher Geistlicher war Pfarrer Martin Behrend, der von Wisbuhr aus die im Jahre 1940 noch mehr als 1130 Gemeindeglieder zählende Tochtergemeinde Steglin betreute. Nach 1945 wurde das Pfarramt in Koszalin (Köslin) in der Diözese Pommern-Großpolen der Evangelisch-Augsburgischen Kirche in Polen für die in Szeczeglino lebenden evangelischen Kirchenglieder zuständig. Die Kirchenbücher aus der Zeit vor 1945 befinden sich heute im Staatsarchiv Köslin.

### Katholische Kirche
Seit 1945 sind die meisten Einwohner von Szczeglino römisch-katholischer Konfession. Am 20. August 1977 wurde der Ort Sitz der Pfarrei (Parafia) Szczeglino, in die nun auch die Filialgemeinden Garbno (Gerbin), Kościernica (Kösternitz) und Nacław (Natzlaff) integriert wurden. Die Pfarrei gehört zum Dekanat Polanów (Pollnow) im Bistum Köslin-Kolberg der Katholischen Kirche in Polen.

### Filial- bzw. Pfarrkirche
Das Gotteshaus in Steglin/Szczeglino ist 1908 im neugotischen Stil errichtet worden. Sie erhielt eine Orgel aus der Werkstatt des ostpommerschen Orgelbaumeisters Christian Friedrich Völkner aus Dünnow  (Duninowo). Nach dem Zweiten Weltkrieg wurde das Gotteshaus zugunsten der Katholischen Kirche in Polen enteignet, die es am 12. Februar 1948 auf den Namen Matki Bożej Szkaplerznej weihte.

### Pfarrer
Bis 1945 wohnten die (evangelischen) Geistlichen im Pfarrdorf Wisbuhr (Wyszebórz). 1977 wurde der Sitz der (katholischen) Pfarrer nach Szczeglino verlegt. Seither waren hier tätig:
- 1977–1988: Wojciech Gappe
- 1988–1990: Andrzej Pęcherzewski
- 1990–2001: Marian Kraszewski
- 2001–2005: Henryk Koska
- seit 2005:–9 Waldemar Skłądowski

## Schule
Im zum Kreis Köslin gehörenden Dorfteil von Steglin gab es bereits 1784 eine Schule. Letzter deutscher Lehrer vor 1945 war Willi March.

## Söhne und Töchter des Ortes
Steglin, Kreis Köslin:
- Siegfried Kath (1936–2008), deutscher Unternehmer und Kunsthändler

## Verweise